# Mauvepomp
De Mauvepomp is een pomp op de Brink in Laren in de Nederlandse provincie Noord-Holland.
Op 18 september 1907 werd de Mauvepomp bij de Coeswaerde onthuld ter nagedachtenis aan Anton Mauve. De pomp is een werk van beeldhouwer Eduard Jacobs (Amsterdam, 1859 - Laren, 1931).